# Друде, Оскар
О́скар Дру́де (нем. Carl Georg Oscar Drude, 1852—1933) — немецкий ботаник, эколог и геоботаник.
Разделял растительность земного шара на шесть ботанико-географических зон, или областей, с климатической точки зрения, и на 14 флористических царств, по составу и происхождению растительности сгруппированные в бореальную, тропическую и южную группы.
Установил «закон относительного постоянства местообитаний»:
Многие растения, особенно вблизи границ своего ареала, путём перемены местообитания выдают причину прекращения своего распространения в определенном направлении. Так, северные растения или растения высокогорных районов ищут в теплых пограничных районах своего ареала влажную тень лесов, что указывает на то, что увеличение инсоляции и возрастающая в связи с этим транспирация препятствуют их произрастанию; с другой стороны, можно наблюдать, как, например, растения, которые в северо-западной Германии имеют северо-западную границу произрастания, стремятся в самых крайних, выдвинутых к северо-западу пограничных точках найти сухие и жаркие, открытые солнечным лучам местообитания, благодаря чему попадают в условия, близкие к привычным им условиям континентального климата. Так в каждой области в условиях локальной конфигурации местности повторяются виды климата, имеющие широкое распространение в другой области.

## Путь в науке
С 1870 года изучал естествознание и химию в Collegium Carolinum в Брауншвейге, а с 1871 года — в Гёттингенском университете, получил там в 1874 году степень доктора.
С 1876 года состоял приват-доцентом ботаники в Гёттингенском университете. Был помощником Августа Гризебаха.
С 1879 по 1921 год — профессор ботаники Дрезденского высшего технического училища (позднее — Ботанического института Дрезденского технического университета).
Друде написал ряд статей по ботанической географии, в 1890 году обобщив свои наблюдения опытом общей географии растений в книге Handbuch der Pflanzen geographie.
С 1906 по 1907 год — ректор Дрезденского технического университета.
Основатель и директор Ботанического сада в Дрездене.
Оскар Друде ввёл в научный обиход шкалу обилия растений (шкала Друде или шкала Гульта-Друде), которая показывает численность и проективное покрытие особей растений по глазомерной оценке в баллах с использованием приблизительной величины проективного покрытия (в процентах): единично — до 0,16; мало — 0,80; довольно много — 4; много — до 20; очень много — более 20; обильно — до 100 %.
Система жизненных форм растений Друде, представленная в 1913 году, была преимущественно физиономической, однако в ней подчёркивалась зависимость облика растений от климата, важность биологических признаков.
Друде различал следующие классы растительных формаций: леса; леса вперемешку с кустарниками (нем. Gebüsche); кустарники; формации многолетников; травянистые поля (нем. Grasfluren); степи; растительность скал; мхи; болотные формации; формации текучей воды; формации прудов и органические формации.

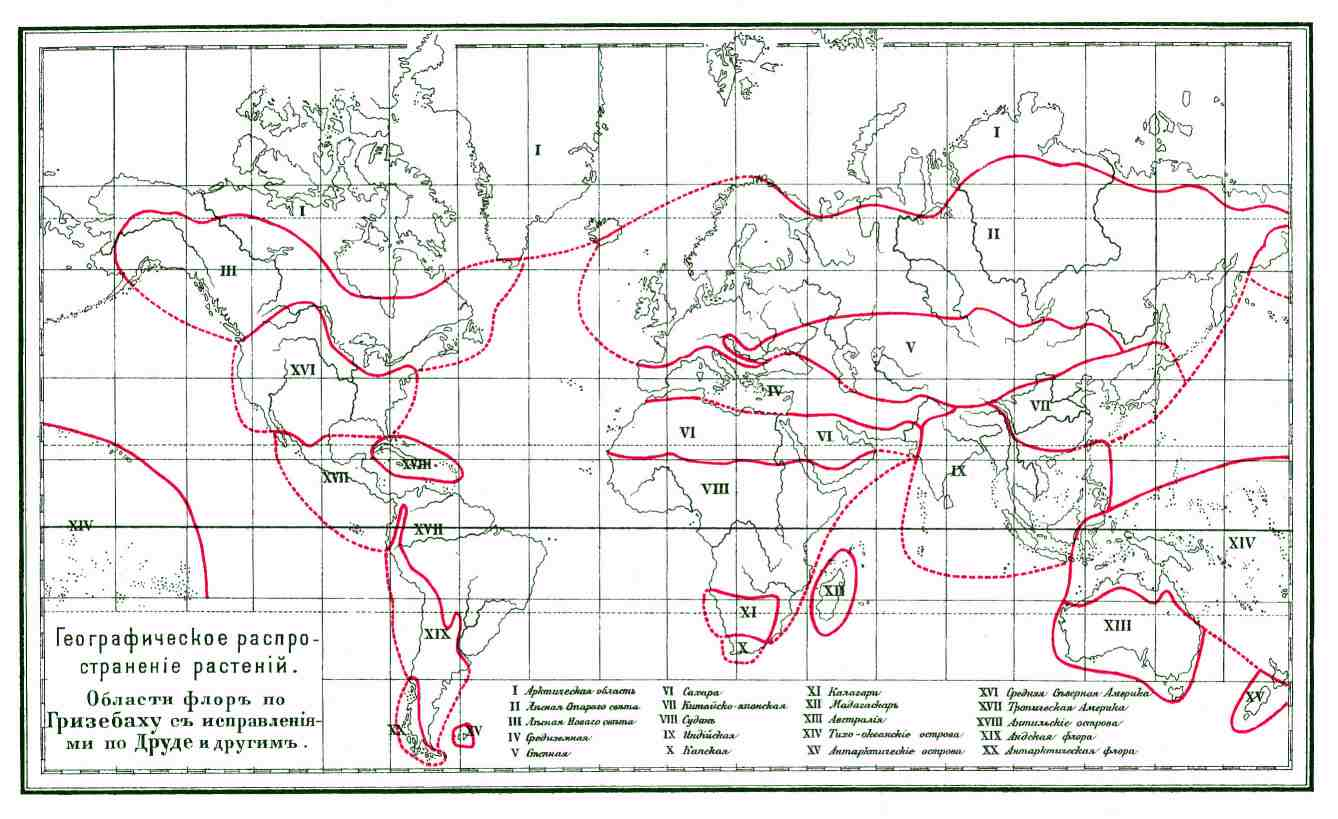
Области флор по Гризебаху с исправлениями Друде

Друде насчитывал на Земле пятнадцать флористических царств (в то время как Скоу насчитывал 22 царства, а Энглер — всего четыре).
Друде объединял флористические царства в несколько групп, отличающихся друг от друга важными флористическими особенностями. Среди них:
- бореальная — сюда он относил большую часть Старого Света, за исключением тропической Африки и индийской области, и всю Северную Америку до тропика Козерога
- старотропическая группа Старого Света
- новотропическая группа Америки
- австралийская группа, куда относятся андская и антарктическая области Америки, Капская область, Новая Голландия, за исключением северного прибрежья, и Новая Зеландия с антарктическими островами.

Одновременно с распределением растительности на флористические царства и растительные области Друде установил шесть растительных зон, характеризуемых флористическими и климатическими признаками. Эти растительные зоны в значительной степени совпадают с тепловыми зонами по Кеппену. По Друде, начиная с севера к югу идут следующие растительные зоны:
- Северная ледовитая, или тундровая зона. Характерными вегетативными формами для этой зоны являются полукустарники и травянистые многолетники с коротким вегетационным периодом, мхи и лишайники. Друде указывает на отсутствие деревьев и настоящих кустарников, отсутствие двулетних трав и почти полное отсутствие однолетников. Пресноводная растительность почти совершенно лишена здесь цветковых растений. Суккуленты, эпифиты, паразиты и лианы точно так же не имеют в этой зоне своих представителей. Вегетационный период продолжается в этой зоне лишь 3 месяца. Горные страны северного полушария, где вегетационный период сокращён до такого же промежутка времени, обладают подобной же флорой. Такова, например, растительность Тибетского плоскогорья, поднимающегося в многих местах выше 5 000 метров.
- Зона шишконосных и только летом зеленеющих деревьев, а также летом зеленеющих болот и лугов. Эта зона простирается от северного предела лесов до той полосы, где в лесах начинают преобладать вечнозелёные лиственные деревья и кустарники. В безлесных местностях зона доходит до выгорающих летом лугов. Перерыв вегетации в этой зоне обусловлен лишь зимними морозами и присутствием снежного покрова. Весь период вегетации продолжается от 3 до 7 месяцев, и своего высшего развития растительность достигает в июле. Из растительных форм для этой зоны наиболее характерны деревья и кустарники с опадающими на зиму листьями, а также вечнозелёные хвойные. Кроме того, полукустарники и многолетники, мхи и лишайники встречаются здесь в большем разнообразии, чем в первой зоне; появляются здесь разнообразные одно- и двулетние травы, цветковые пресноводные растения и прочее. Эта зона довольно точно совпадает с кеппеновским северным «холодным поясом» (1—4 месяца с умеренной температурой, остальные холодны) и с ближайшим более южным поясом, характеризующимся умеренным летом и холодной зимой.
- Северная зона вечнозелёных кустарников, лиственных и хвойных деревьев вперемешку с древесными породами, теряющими на зиму листву, а также степей и пустынь, знойных в течение лета. Примыкая к предыдущей, зона эта тянется к югу до тропической зоны. Для неё характерны вечнозелёные лиственные породы деревьев и кустарников. Хвойные деревья этой зоны плохо приспособлены к перенесению морозов. Многочисленные суккуленты и безлистные растения, равно как и луковичные многолетники, весьма распространены в этой зоне.
- Зона тропических вечнозелёных растений или же таких, листья которых опадают в сухое время. Зона эта охватывает все страны, в которых нет обусловленного холодами зимнего покоя. Вегетационный период продолжается здесь круглый год или только часть года, в зависимости от распределения в течение года осадков. Масса особых вегетационных форм. К ним относятся прежде всего крупнолистные «букетные» деревья (с пучком листьев на верхушке, такие, как пальмы, панданусы и прочее), произрастание которых возможно лишь в этом климате. Точно так же характерны для этой зоны деревья, лиственные лишь в дождливое время года, а также своеобразные травянистые многолетники вроде банана. У морских берегов разрастаются заросли мангровых деревьев; леса богаты лианами, эпифитами; древовидные паразиты и сапрофиты, а также суккулентные растения представлены здесь весьма богато. Эта зона захватывает кеппеновский тропический пояс, а из субтропических поясов те их части, в которых температура ниже 20° продолжается не долее 4 месяцев.
- Южная зона вечнозелёных и периодически лиственных деревьев, вечнозелёных и колючих кустарников и высыхающих летом степей. Из стран, лежащих к югу от тропической зоны, к этой зоне относятся все за исключением южной оконечности Южной Америки (приблизительно от 46° южной широты) и островов (Кергелен, Малуиновы острова), лежащих южнее 48°, а также Андского плоскогорья и горных местностей Тасмании и Новой Зеландии, которые относятся к следующей зоне. Вегетационный период прерывается здесь в южной части июльскими холодами, а в северной части растительность замирает на лето во время январской жары. Этой зоне соответствует весь южный кеппеновский пояс с умеренным летом и холодной зимой, а также остаток субтропического южного пояса.
- Антарктическая зона вечнозелёных низких кустарников и периодической травянистой растительности. К этой зоне принадлежат остатки суши Южного полушария, перечисленные при характеристике предыдущей зоны. Она совпадает с кеппеновским южным холодным поясом и не доходит до южного полярного пояса. Кроме характерной растительности, перечисленной уже в самом названии зоны, здесь надо упомянуть ещё, как и на крайнем севере, мхи и лишайники, покрывающие почву и камни.

## Названы в честь Друде

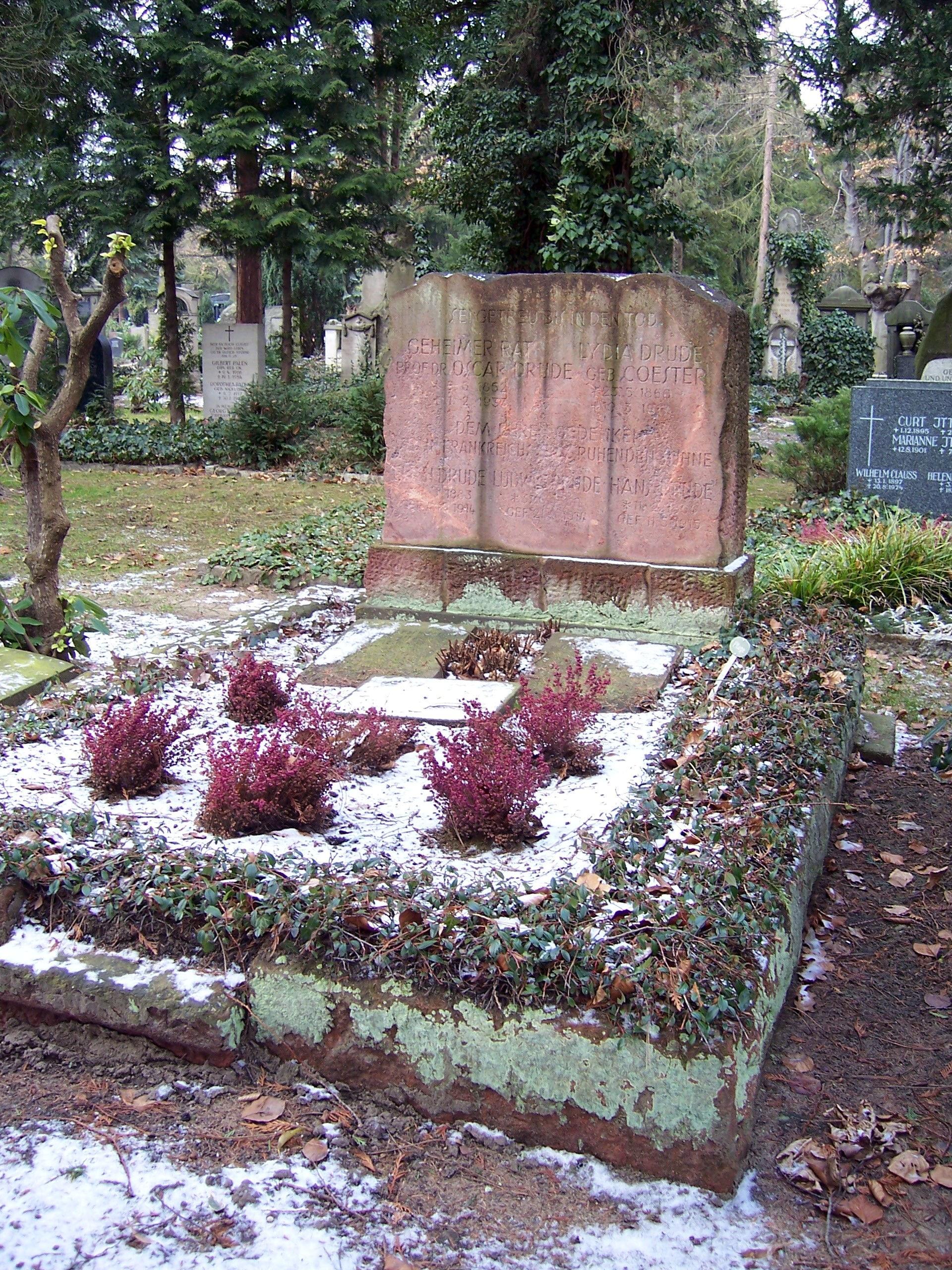
Могила Оскара Друде в Дрездене

- Drudeophytum J.M.Coult. & Rose (1900) из семейства Зонтичные: ныне считается синонимом рода Tauschia Schltdl.
- С 1961 по 1964 год в Германии выходил ботанический журнал Drudea

## Печатные труды
- нем. Drude O. Die Biologie von Monotropa hypopitys L. und Neottia nidus avis L. Göttingen, 1873
- нем. Drude O. Die Anwendung physiologischer Gesetze zur Erklärung der Vegetationslinien. – Göttingen: A. Breithaupt, 1876
- нем. Drude O. Ausgewählte Beispiele der Fruchtbildung bei den Palmen. // Botanische Zeitung, 1877
- нем. Drude O. Cyclanthaceae, Palmae in Martii Flora Brasiliensis. München, 1881–1882[9].
- нем. Drude O. Die insektenfressenden Pflanzen, in Schenk's Handbuch der Botanik, 1881
- нем. Drude O. Die Morphologie der Phanerogamen, in Schenk's Handbuch der Botanik,  1881
- нем. Drude O. Die Florenreiche der Erde. Gotha, 1884
- нем. Drude O. Die systematische und geographische Anordnung der Phanerogamen, in Schenk's Handbuch der Botanik, 1887
- нем. Drude O. Atlas der Pflanzenverbreitung // Berghaus' Physikal. Atlas, V, Gotha, 1887[10]
- нем. Drude O. Über die Prinzipien in der Unterscheidung von Vegetationsformationen, erläutert an der erlautern an der zentraleuropäischen Flora //  Botanische Jahrbuch. 1890. Bd 11. S. 21–51
- нем. Drude O. Handbuch der Pflanzengeographie. Stuttgart: J. Engelhorn, 1890
- нем. Drude O. Deutschlands Pflanzengeographie, 1896
- нем. Drude O. Der Hercynische Florenbezirk. In: Engler und Drude. Die Vegetation der Erde, VI. Leipzig, 1904
- нем. Drude O. Die Ökologie der Pflanzen, 1913

В крупном ботаническом сочинении Энглера и Прантля Die natürlichen Pflanzenfamilien Друде обработал два таких крупных семейства растений, как Пальмовые и Зонтичные.